# Купеческий дом (Нежин)
Купеческий дом или Дом Нежинского греческого магистрата или Дом Чернова — памятник архитектуры национального значения в Нежине. Сейчас здание служит многоквартирным жилым домом.

## История
Постановлением Кабинета Министров УССР от 24.08.1963 № 970 «Про упорядочение дела учёта и охраны памятников архитектуры на территории Украинской ССР» («Про впорядкування справи обліку та охорони пам'ятників архітектури на території Української РСР») присвоен статус памятник архитектуры национального значения с охранным № 832 под названием Купеческий дом.
Установлена информационная доска с названием «Дом 18 века».

## Описание
Нежинский греческий магистрат был создан в 1785 году, ставший наследником «компромиссной расправы» с теми же функциями. Был независимым от городского управления органом самоуправления. Был ликвидирован указом сената от 16.03.1872 года. Документальные материалы хранятся в архиве Черниговской области.
В 1785 году для магистрата был построен дом на углу современных улиц Гребёнки и Яворского. По другой версии данный дом — жилой дом купца Чернова. 
Каменный, двухэтажный на подвале, прямоугольный в плане дом с пристройкой для ступеней со стороны двора, с четырёхскатной крышей. Построен в стиле барокко. Линия карниза пристройки завершается треугольным фронтоном, фасад украшен рустованными пилястрами. 
Сейчас здание служит многоквартирным жилым домом.